# インノケンティウス6世 (ローマ教皇)
インノケンティウス6世（Innocens VI, 1282年 - 1362年9月12日）は、アヴィニョン捕囚の時期のローマ教皇（在位：1352年 - 1362年）。
フランス出身で、本名はエティエンヌ・オベール（Étienne Aubert）。元は法律家で、トゥールーズで大学教授、判事をしていた。
1353年、インノケンティウス6世は、ローマの護民官でアヴィニョンに捕らえられていたニコラ・ディ・リエンツォ（通称コーラ）を釈放した（ペトラルカの助言があったという）。アヴィニョン捕囚後、教皇領内も分裂していたため、1354年、コーラとジル・デ・アルボルノス枢機卿をイタリアに派遣した。コーラは政情不穏な状態にあったローマに戻り、市民の歓呼の声を浴びて市政を担当する。しかし専制的な政治を行ったため、間もなく民心は離れ、暴徒と化した群集が押し寄せ、コーラを殺した。
一方、元軍人のアルボルノス枢機卿はフィレンツェで軍勢を集めて教皇領を平定し、教皇領の代理教皇に任命された。